# Accipiter cooperii
El gavilán de Cooper o azor de Cooper (Accipiter cooperii ) es una especie de ave accipitriforme de la familia Accipitridae propia de América del Norte y regiones del desierto de Sonora, México, si bien algunos ejemplares emigran hacia el sur, llegando a avistarse ejemplares incluso en Panamá. Si se conocen subespecies.